# Parmain
Parmain egy község Franciaországban. Lakosainak száma 5683 fő (2022. január 1.).

## Földrajza
Parmain Hédouville, Champagne-sur-Oise, L’Isle-Adam, Nesles-la-Vallée és Valmondois községekkel határos.